# Utricularia heterochroma
Utricularia heterochroma — вид рослин із родини пухирникових (Lentibulariaceae).

## Біоморфологічна характеристика
Цей вид має лопатоподібні листки, які мають маленькі волохаті сегменти.

## Середовище проживання
Цей вид, очевидно, обмежується кількома тепуї Гаянських нагір'їв у Венесуелі.
Цей вид, здається, багаторічний і росте на вологих скелях і каменях, а також біля струмків і водоспадів; на висотах від 1750 до 2460 метрів.